# Mory Koné
Mory Kone (San-Pédro, 1995. július 13. –) elefántcsontparti labdarúgó, az örmény élvonalbeli Sirak Gjumri játékosa.

## Pályafutása
Koné szülővárosában, az elefántcsontparti San Pédro csapatánál kezdte el labdarúgó-pályafutását. 2019 májusában a lett élvonalbeli BFC Daugavpils szerződtette, majd két hónap múlva már az örmény Sirak Gjumri csapatában futballozott. A 2019–2020-as szezonban a bajnoki mérkőzéseken szerzett huszonhárom találatával az örmény bajnokság gólkirálya lett, valamint a bajnokság legjobb labdarúgójának választották meg. 2020 szeptemberében az Ararat Jerevan csapatához igazolt; a 2021 májusában rendezett örmény labdarúgókupa döntőjében két góllal járult hozzá, hogy végül az Ararat emelhesse magasba a kupagyőztesnek járó trófeát. 2021 szeptemberében a magyar élvonalbeli Újpest igazolta le; első magyar élvonalbeli találatát 2021. november 20-án szerezte a Debrecen csapata ellen. 2022 augusztusában a török Tuzlaspor csapatába igazolt.

## Sikerei, díjai
Ararat Jerevan
- Örmény kupagyőztes: 2021

### Egyéni
- Örmény bajnokság gólkirálya (23 gól): 2019–20